# Anticoma brevicaudata
Anticoma brevicaudata är en rundmaskart som beskrevs av Hans August Kreis 1963. Anticoma brevicaudata ingår i släktet Anticoma och familjen Anticomidae. Inga underarter finns listade i Catalogue of Life.